# Annual Review of Physiology
L'Annual Review of Physiology è una rivista accademica sottoposta a revisione paritaria che pubblica articoli di revisione nell'ambito della fisiologia. Il primo numero uscì in stampa nel 1939 grazie alla collaborazione tra l'American Physiological Society e Annual Reviews; dopo il 1962 fu pubblicata esclusivamente dalla casa editrice Annual Reviews.
La rivista tematizza i vari aspetti della fisiologia, tra cui la fisiologia cardiaca, renale, respiratoria e gastrointestinale, oltre ad altre sotto-discipline.
A partire dal 2023, Annual Review of Physiology viene pubblicato in modalità di accesso aperto, secondo il modello Subscribe to Open.
Secondo il Journal Citation Reports, nel 2023 la rivista ha ricevuto un fattore di impatto pari a 15,7, posizionandosi al secondo posto tra 85 titoli di riviste nella categoria "Fisiologia".

## Storia
Nel 1938, l'Annual Review of Biochemistry, Ltd e l'American Physiological Society decisero di collaborare alla creazione di una nuova rivista. Di conseguenza, l'Annual Review of Biochemistry, Ltd, che in precedenza era solo l'editore della rivista omonima, decise di cambiare nome per riflettere la sua espansione ad altre discipline e scelse di chiamarsi Annual Reviews.
Il primo volume dell'Annual Review of Physiology fu pubblicato nel 1939. Il primo redattore della rivista fu J. Murray Luck, fondatore dell'Annual Reviews;  il primo comitato editoriale era composto da Anton Julius Carlson, John Farquhar Fulton, M. H. Jacobs, F. C. Mann e Walter J. Meek come presidente.
Nel 1949, fu interrotta la pubblicazione dei capitoli relativi alla psicologia e patologia fisiologiche, dato l'avvio di diverse nuove riviste della casa editrice negli ambiti della psicologia, medicina generale, chimica e fisiologia vegetale. La rivista continuò ad essere pubblicata congiuntamente dall'Annual Reviews e dall'American Physiological Society fino al 1962, quando l'APS cessò la collaborazione per motivi di tipo amministrativa. A partire dal 2020, fu pubblicata sia in formato cartaceo che elettronico. Alcuni articoli sono disponibili online prima della data di pubblicazione del volume in edizione a stampa.
La rivista tematizza vari aspetti della fisiologia, tra cui la fisiologia cardiaca, cellulare, respiratoria, gastrointestinale, renale, comparativa ed evolutiva, nonché la neurofisiologia e l'ecofisiologia.

## Processo editoriale
L'Annual Review of Biochemistry ha un caporedattore, che è assistito dal comitato editoriale, che comprende i suoi sostituti, i membri regolari e, occasionalmente, i redattori ospiti. I membri ospiti partecipano su invito del caporedattore e hanno un mandato di un anno.
Tutti gli altri membri del comitato editoriale sono nominati dal consiglio di amministrazione di Annual Reviews e hanno un mandato di cinque anni. Il comitato editoriale determina quali argomenti devono essere inclusi in ogni volume e sollecita revisioni da parte di autori qualificati. Non sono accettati manoscritti non richiesti. La revisione paritaria dei manoscritti accettati è effettuata dal comitato editoriale.

### Redattori dei volumi
Le date riportate di seguito indicano gli anni di pubblicazione in cui qualcuno è stato accreditato come caporedattore o co-redattore di un volume della rivista.
Poiché i volumi sono pianificati molto prima della loro pubblicazione, la nomina di un caporedattore capo generalmente avveniva prima del primo anno qui indicato. Sono riportati anche quei capiredattori andati in pensione o deceduti prima della pubblicazione, purché abbiano contribuito a pianificare il volume.
- J. Murray Luck (1939–1946)[6]
- Victor E. Hall (1947–1971)[14]
- Julius H. Comroe Jr. (1972–1975)[15]
- Ernst Knobil (1976–1978)[16]
- Isidore Edelman (1979–1982)[17]
- Robert M. Berne (1983–1988)[18]
- Joseph F. Hoffman (1989–2005)[19]
- David Garbers (2006)[20]
- David Julius (2007–2020)[21][22]
- Mark T. Nelson and Kenneth Walsh (2021–present)[23]